# Peter Larner
Peter Larner (zm. 30 kwietnia 2020 w Melbourne) – australijski kierowca wyścigowy.

## Biografia
W 1970 roku zadebiutował w Australian Sports Car Championship oraz Australijskiej Formule 1. W sezonie 1972 ścigał się w Australijskiej Formule 2 oraz Australijskiej Formule Ford. Zajął wówczas siódme miejsce w Formule Ford, a rok później – szóste. Ścigał się wtedy Elfinem 620B. W 1975 roku został wicemistrzem Formuły Ford. W sezonie 1976 zmienił pojazd na Elfina 700 i startował w Formule 2, odnosząc jedno zwycięstwo i zostając wicemistrzem. Rok później zdobył mistrzostwo serii. W 1979 roku ścigał się Chevronem B39 w Formule 1, a od 1980 ponownie rywalizował w Formule 2, używając pojazdów marek Elfin, Hardman, Wren i Ralt. W 1990 roku uczestniczył w Formule Ford. Później brał udział w wyścigach historycznych.